# 大众速腾
大众速騰（Volkswagen Sagitar）是中德合資汽車製造商一汽大眾自2006年起生產的一款紧凑型三廂轎車，僅在中國大陸市場發售，是國際版大眾捷達的兄弟車。由於國際版捷達的第二代車型已經在中國市場銷售（即一汽大眾捷達），為避免重名，因此一汽大眾以「速騰」的名稱在中國市場銷售第四代起的國際版捷達，與原先已在中國大陸生產的捷達分開。現時速騰是繼中國版大眾捷達後一汽大眾銷量最高的車款，於2022年總銷量突破350萬輛，是中國汽車市場銷量前十的車型之一。
「速騰」一名的「速」字代表「速度」和「動感」，而「騰」字代表「騰飛」及激情，而其英語名稱「Sagitar」取自十二星座之一射手座的拉丁語名稱「Sagittarius」。

## 第一代
第一代速騰於2006年引進至中國大陸，由一汽大眾於吉林長春生產，外觀基本上是國際版捷達第四代，並擁有與第五代大眾高爾夫一樣的車頭設計。速騰亦是一汽大眾生產的第五款車型。不同於先前的宝来，速騰主要定位於年青階級。更於2006年第二届「中国青年人最喜爱的先锋汽车」评选活动中獲得了「最佳中级轿车、最适合青年人的家庭用车」大奖。

### 性能參數
|                | 1.4 TSI                  | 1.6                      | 1.8 TSI                        |
| 引擎特性       |                          |                          |                                |
| 引擎類型       | 直列四缸引擎             | 直列四缸引擎             | 直列四缸引擎                   |
| 排氣量         | 1395 cc                  | 1598 cc                  | 1798 cc                        |
| 最大馬力       | 96 kW（131 PS） / 5000轉 | 74 kW（101 PS） / 6000轉 | 118 kW（160 PS） / 5000–6200轉 |
| 最大扭力       | 220 Nm 1750–3500轉       | 145 Nm 3800轉            | 250 Nm 1500–4200轉             |
| 动力配置       |                          |                          |                                |
| 驱动布局       | 前轮驱动                 | 前轮驱动                 | 前轮驱动                       |
| 变速箱（标配） | 5速手动挡                | 5速手动挡                | 5速手动挡                      |
| 变速箱（选配） | 7速双离合                | 6速手自一體              | 6速手自一體                    |
| 油量           |                          |                          |                                |
| 每100公里油耗  | 5.5-5.8升                | 6.0-6.8升                | 6.0-6.3升                      |
| 油箱容量       | 55升                     | 55升                     | 55升                           |

## 第二代
2012年3月，國際版第六代捷达以第二代速腾的身份进入中国市场，并在销售方面广受欢迎，年銷量由2013年的27萬上升至2014年的30萬輛，2016年更升至34万辆。速腾提供了1.4升涡轮增压和1.6升发动机两种选择，两种发动机都配备了5速手动挡，1.6升车型还可选择6速自动挡，1.4升车型则可选择7速双离合器自动变速器。2014年推出了1.8TSI车型，2016年推出了2.0升TSI车型，2017年和2018年则推出了1.2TSI车型。截至2019年，一汽大众官网上销售的车型包括1.6舒适型、1.6时尚型、180TSI、280TSI舒适型、280TSI豪华型和280TSI旗舰型。其他车型包括速腾GLi和速腾R-Line，有2.0升TSI发动机和6速DSG变速器和1.4升涡轮增压发动机和7速双离合器自动变速器两种选择，是速腾车型首次推出高性能型号。动力方面，1.2升发动机和1.6升发动机的最大功率均为81千瓦（110马力），1.4升涡轮增压发动机的最大功率为110千瓦（148马力），2.0升TSI发动机（EA888）的最大功率为147千瓦（197马力）。第二代速腾于2019年9月停产。

### GLI

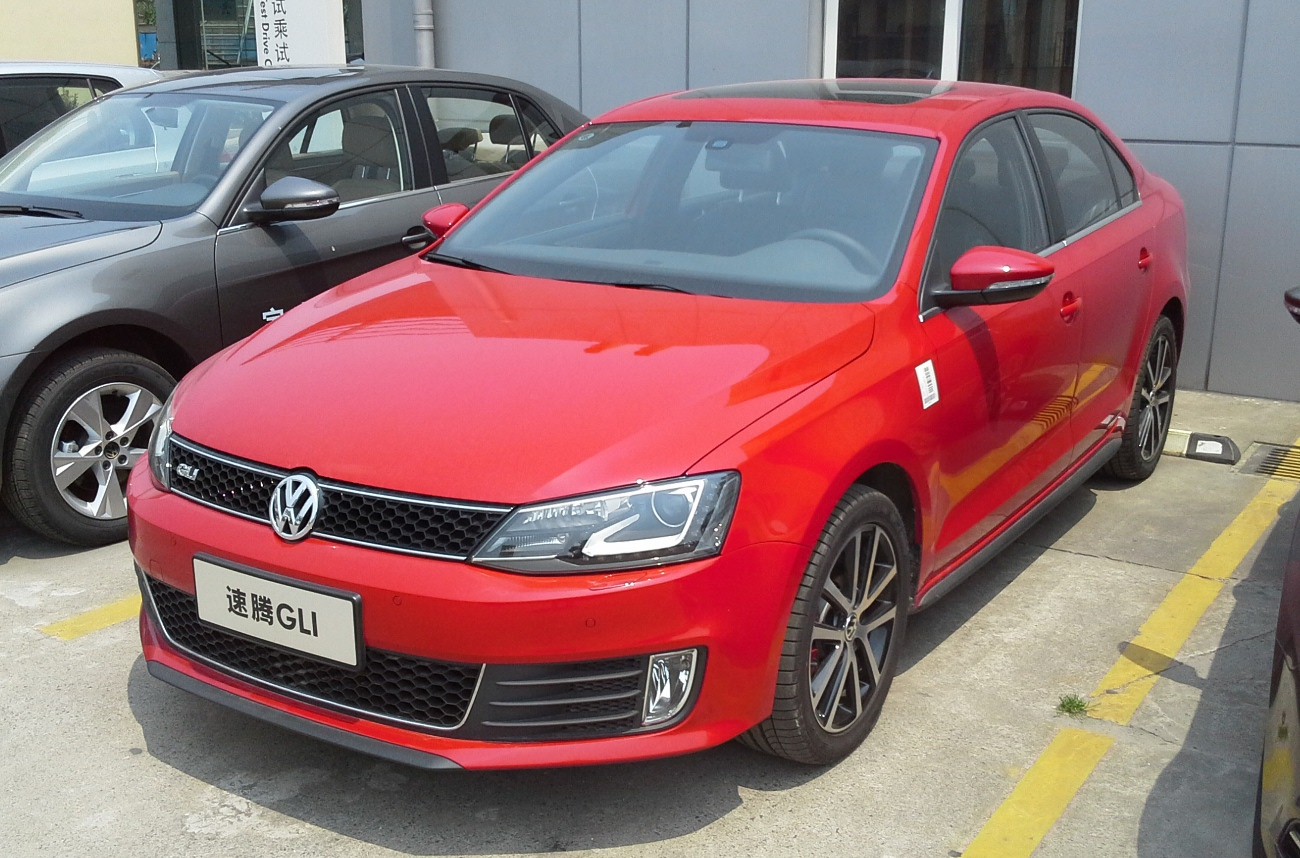
速騰GLI

一汽大眾于2013年推出了速腾的运动版「速腾GLI」，并在上海车展上首次亮相，是首款在中国国产的大众GLI车型，配备了独立多连杆后悬架以及性能更强的2.0L涡轮增压直喷汽油发动机，最大功率为200匹马力（5100-6000转），峰值扭矩为280牛顿米（1700-5000转），并配备六速湿式双离合变速箱，最高速度能达到235km/h，售价为22.58万元人民币，是当时最高性能及最贵的速腾车型。

### 混动

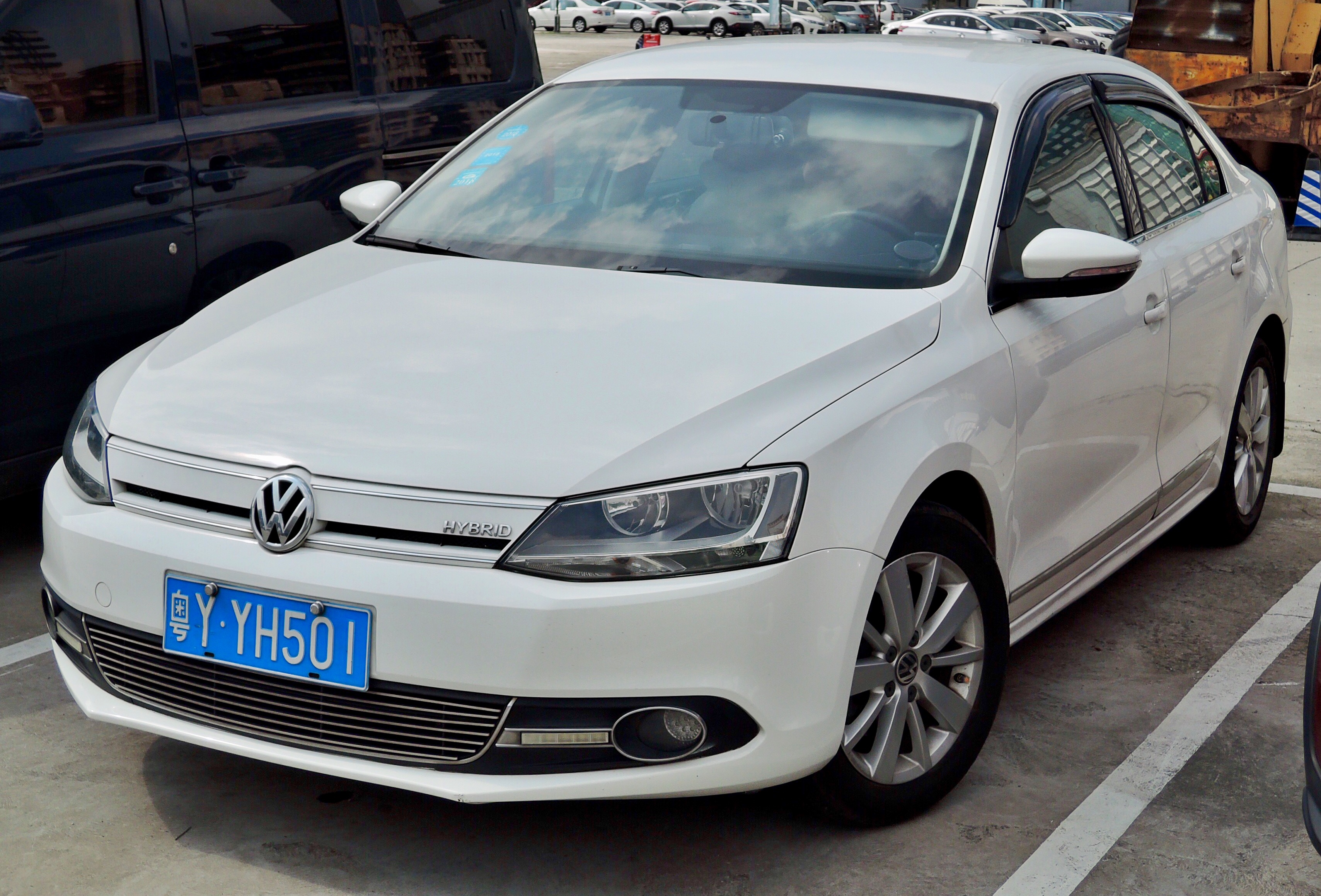
速騰混動版

2017年，一汽大眾計劃在中國市場上推出一系列新能源汽車，並會首先推出混合動力車，然後才推出電動車。速騰因此便成為繼高爾夫後大眾第二款新能源車款，並採用1.4TSI的發動機和最大功率為27匹马力的電動機作為動力，每百公里油耗能降低至为5.2升，比普通汽油版油耗低20%，並採用專為混合動力版本設計的DQ400e双离合自动变速器作為动力总成配套。但由於受電池體積影響，後備箱的體積不但比普通速騰少，其整备质量亦比汽油版重了一百公斤，在純電模式下，混動版的最高时速不超过70km/h，续航里程亦仅为兩公里。

### 质量问题
2013年11月14日，国家质量监督检验检疫总局发布公告，由于变速器存在安全隐患，从当年11月25日起对于一汽-大众汽车有限公司2009年8月8日至2013年7月19日生产的部分宝来1.4T、速腾1.4T/1.8T车型实行召回。

2014年10月17日，国家质检总局发布：一汽大众汽车有限公司和大众汽车（中国）销售有限公司根据《缺陷汽车产品召回管理条例》的规定，向国家质检总局备案了召回计划，宣布自2015年2月2日起，在中国召回 2011 年 5 月至2014年5月生产的新速腾汽车和2012年4月24日至2013年7月17日生产的甲壳虫汽车，涉及车辆分别为563,605辆和17,485辆。大众汽车公司称，本次召回活动将涉及全球其它市场。
根据相关机构统计，2014年1月到8月，在和“前后桥及悬挂系统质量问题”相关的投诉数量排行榜中，一汽大众新速腾高达1200多条，位居投诉榜首位。
而今年7月22日，一汽大众曾声明，称组织各方技术专家进行了全面诊断和评估，新速腾的后悬架问题属于极个别案例，并非设计和制造过程中出现的批量问题。该声明中“极个别案例”的说法令新速腾车主及业内人士表示不满，他们认为“大众既然承认产品有问题，就应该列出一个数据，出现这个问题的轿车到底有多少辆，不能仅仅以‘极个别’一笔带过”，纷纷通过晒缺陷部位照片和集会抗议的方式维权，引起了国家相关部门的关注和重视。
国家质检总局在10月17日发布的新速腾及甲壳虫召回通告中说到“多次约谈一汽大众汽车有限公司，并开展了大量的用户回访、现场勘查、缺陷技术分析和专家评估等工作。”印证了新速腾的后轴纵臂断裂问题并非“极个别案例”，让召回处理尘埃落定。

### 性能参数
|                  | 1.4 TSI                | 1.4 TSI                     | 1.4 TSI                      | 1.6                    | 1.6                    | 1.8 TSI                      | 2.0 GLI                      |
| 生產年份         | 2012–2015              | 2015–2019                   | 2015–2019                    | 2012–2015              | 2015–2019              | 2012–2015                    | 2013–2019                    |
| 引擎             |                        |                             |                              |                        |                        |                              |                              |
| 引擎類型         | 奧托四衝程發動機       | 奧托四衝程發動機            | 奧托四衝程發動機             | 奧托四衝程發動機       | 奧托四衝程發動機       | 奧托四衝程發動機             | 奧托四衝程發動機             |
| 排氣量           | 1395 cc                | 1395 cc                     | 1395 cc                      | 1598 cc                | 1598 cc                | 1798 cm³                     | 1984 cm³                     |
| 最大馬力         | 96 kW（131 PS） / 5000 | 96 kW（131 PS） / 5000–6000 | 110 kW（150 PS） / 5000–6000 | 77 kW（105 PS） / 5600 | 81 kW（110 PS） / 5800 | 118 kW（160 PS） / 5000–6200 | 147 kW（200 PS） / 5100–6000 |
| 最大扭力         | 220 Nm 近1750–3500轉   | 225 Nm 近1500–3500轉        | 250 Nm 近1750–3000轉         | 155 Nm 近3500轉        | 155 Nm 近3800轉        | 250 Nm 近1500–4500轉         | 280 Nm 近1700–5000轉         |
| 動力傳輸         |                        |                             |                              |                        |                        |                              |                              |
| 動力佈局         | 前輪驅動               | 前輪驅動                    | 前輪驅動                     | 前輪驅動               | 前輪驅動               | 前輪驅動                     | 前輪驅動                     |
| 標配變速箱       | 5速手排                | 5速手排                     | 7速雙離合變速箱              | 5速手排                | 5速手排                | 7速雙離合變速箱              | 6速雙離合變速箱              |
| 選配變速箱       | （7速雙離合變速箱）    | （7速雙離合變速箱）         | —                            | （6速手自一體）        | （6速手自一體）        | -                            | -                            |
| 速度             |                        |                             |                              |                        |                        |                              |                              |
| 最高速度         | 200 km/h               | 200 km/h                    | 210 km/h                     | 185 km/h (180 km/h)    | 187 km/h (185 km/h)    | 215 km/h                     | 230 km/h                     |
| 0–100 km/h 加速  | 9.9秒 （9.8秒)         | 9.8秒 （9.7秒）             | 9.2秒                        | 13.3秒 （12.5秒）      | 12.5秒 （13.9秒）      | 8.2秒                        | 7.3秒                        |
| 每百公里平均油耗 | 6.5升 （6,4升)         | 6.3升 （6,2升)              | 5.9升                        | 6.9升 （7,6升）        | 6.5升 （6,8升）        | 7.6升                        | 8.0升                        |

## 來源
1. ↑  温莎. . 騰訊網.   [2023-06-19]. （原始内容存档于2023-06-19）.
2. ↑  . 易車. 2022-11-07  [2023-06-19]. （原始内容存档于2023-06-19）.
3. ↑  王昊. . 汽車之家. 2006-01-10  [2023-06-19]. （原始内容存档于2023-06-19）.
4. ↑  . 專汽之都. 2011-12-28  [2023-06-19]. （原始内容存档于2023-06-19）.
5. ↑  . 搜狐汽車. 2006-10-30  [2023-06-19]. （原始内容存档于2023-06-20）.
6. ↑  . 專汽之都. 2012-12-18  [2023-06-19]. （原始内容存档于2023-06-19）.
7. ↑  . 今日头条. 2022-10-07  [2023-06-19]. （原始内容存档于2023-06-19）.
8. ↑  王飞云. . 车主之家. 2013-04-26  [2023-06-20]. （原始内容存档于2023-06-21）.
9. ↑  刘昱昕. . 汽车之家. 2013-04-10  [2023-06-20]. （原始内容存档于2023-06-20）.
10. ↑  . 電子發燒友. 2017-02-09  [2023-07-03]. （原始内容存档于2023-07-03）.
11. ↑  . 汽車圈. 2014-08-14  [2023-07-03]. （原始内容存档于2023-07-07）.
12. ↑  . 新闻动态. 2013-11-14  [2013-11-16]. （原始内容存档于2013-11-17）.
13. ↑  . 專汽之都. 2020-12-30  [2023-07-03]. （原始内容存档于2023-07-03）.
14. ↑  US D826094,Bischoff, Klaus & Jan Schmid,「Motor vehicle」,发表于2018-08-21,指定于Volkswagen AG